# Kostel svatého Vavřince (Krsy)
Kostel svatého Vavřince v Krsech je filiálním kostelem v římskokatolické farnosti Manětín. Stojí na návsi a tvoří dominantu vesnice. Je zasvěcen svatému Vavřinci.

## Historie
Kostel pochází z první čtvrtiny 14. století. Věž byla postavena v pozdějším období. Celý kostel prošel barokními a klasicistními úpravami.

## Polední hodiny

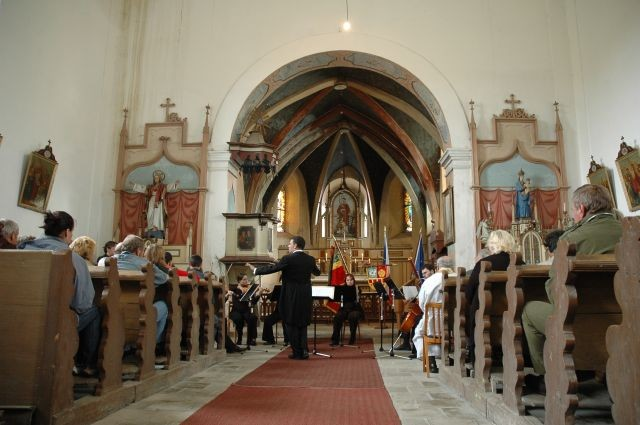
Interiér kostela

U východní strany kostela se nacházejí tzv. polední hodiny. Váže se k nim příběh z roku 1874, kdy ještě nebyly na věži kostela hodiny a kostelník tak nevěděl, kdy má správně zvonit. Měl však jisté astronomické znalosti a využil ke stanovení poledne slunce. Zakopal na východ od kostela dva kameny tak, že když padne stín kostela mezi ně, znamená to, že je poledne. Polední hodiny v Krsech jsou astronomická památka, která zřejmě nemá na českém území obdoby.